# 센트럴스퀘어 (뉴욕주)

센트럴스퀘어(Central Square)는 미국 뉴욕주 오스위고군의 마을이다. 2010년 인구 조사 기준으로 인구 수는 1,848명이다.
이 빌릴지는 오네이다호의 북서쪽에 위치해 있다.

## 역사
이 지역은 초기 정착자들의 교차로가 된 미국 원주민 트레일길의 교차로이다. 센트럴스퀘어는 이곳에 호텔을 건설한 체스터 루미스의 이름을 따서 "루미스 코너스"로 불렸다. 나중에 이 공동체는 철도 나들목이 되었다.
1890년 통합되었다. 이 마을의 중심부는 1929년 화재로 파괴되었다.

## 지리
센트럴스퀘어는 북위 43° 17′ 3″ 서경 76° 8′ 46″ / 북위 43.28417°  서경 76.14611°  (43.284082, -76.146004)에 위치해 있다.
미국 인구조사국에 따르면 이 마을은 모두 육지이며 총 면적은 4.9 제곱 킬로미터에 이른다.

## 인구
| 인구조사              | 인구  | Note | %±     |
| --------------------- | ----- | ---- | ------ |
| 1870년                | 359   |      | —      |
| 1880년                | 309   |      | −13.9% |
| 1900년                | 364   |      | —      |
| 1910년                | 429   |      | 17.9%  |
| 1920년                | 448   |      | 4.4%   |
| 1930년                | 542   |      | 21.0%  |
| 1940년                | 568   |      | 4.8%   |
| 1950년                | 665   |      | 17.1%  |
| 1960년                | 935   |      | 40.6%  |
| 1970년                | 1,298 |      | 38.8%  |
| 1980년                | 1,418 |      | 9.2%   |
| 1990년                | 1,671 |      | 17.8%  |
| 2000년                | 1,646 |      | −1.5%  |
| 2010년                | 1,848 |      | 12.3%  |
| 2020년                | 1,862 |      | 0.8%   |
| U.S. Decennial Census |       |      |        |